# سيور المشي
سُيُور المشي، هي أحزمة تدعم من خلالها  طفلًا يتعلم المشي. وقد استخدمت أول مرة في أوروبا في القرنين السابع عشر والثامن عشر، كانت السيور مرتبطة بملابس الأطفال، واستخدمت في الأصل لمنع الطفل من الضلال أو السقوط أثناء تعلمه المشي. خدمت سيور المشي وظيفتين: الحد من المطبات والكدمات في الأطفال الذين يتعلمون فقط المشي، وتقييد الأطفال الصغار الذين قد يجرحون أنفسهم عن طريق المشي أو الركض في أماكن غير آمنة.